# Daisy Kenyon
Daisy Kenyon és una pel·lícula estatunidenca dirigida per Otto Preminger i estrenada l'any 1947. Adaptació d'una novel·la de la novaiorquesa Elizabeth Janeway (1913-2005). Es rodà en escenaris reals de Cape Cop (Provincetown, MA) i en els platós de Fox Studios (Century City, L.A.). El film conté apassionades escenes d'amor entre la diva i els seus dos amors (encarnats per Henry Fonda i Dana Andrews), descrites amb la força visual habitual de l'autor.

## Argument
Daisy Kenyon (Crawford) és una artista comercial de Manhattan que té un romanç amb un arrogant però famós advocat anomenat Dan O'Mara (Andrews). O'Mara està casat i amb fills. Daisy es troba amb un home solter, un veterà de guerra anomenat Peter Lapham (Fonda). Després d'un breu festeig decideix casar-se amb ell encara que ella encara segueix enamorada de Dan. En aquell temps, Dan es divorcia de la seva dona i intenta recuperar Daisy perquè deixi a Peter. Però Daisy s'adona que no pot continuar estimant a Dan.
Daisy, d'uns 35 anys, és independent i honesta. Viu sola i és fadrina. Dan, de gairebé 40 anys, gaudeix de bona posició i de prestigi professional. És competent i dominant. Peter, d'uns 40 anys, viudo des de fa 5 anys, és tolerant, comprensiu, honest, sincer i senzill.

## Repartiment
- Joan Crawford: Daisy Kenyon
- Dana Andrews: Dan O'Mara
- Henry Fonda: Peter
- Ruth Warrick: Lucille O'Mara
- Martha Stewart: Mary Angelus
- Peggy Ann Garner: Rosamund O'Mara
- Connie Marshall: Mariette O'Mara
- Nicholas Joy: Coverly
- Art Baker: L'advocat de Lucille
- Charles Meredith: El jutge
- Mae Marsh: no surt als crèdits